# Ztučnění jater
Steatóza, nebo také ztučnění jater, je vratný patologický stav jater. Dochází k němu ukládáním velkých vakuol triglyceridů (tuků) v buňkách jater. Hlavní příčinou vedoucí k ztučnění jater je mimo jiné nadměrná konzumace alkoholu a obezita. Vedlejší příčiny jsou spojeny s poruchami metabolismu tuků. Pokud je normální metabolismus tuků narušen, tento se může ukládat v játrech a dochází právě k steatóze.